# Songs of a Prairie Girl
Albums de Joni Mitchell
Dreamland
(2004) Shine
(2007)
Songs of a Prairie Girl est une compilation de Joni Mitchell, sortie le 26 avril 2005.
Dans le livret qui accompagne le disque, Mitchell indique que cette compilation est sa contribution à la célébration du centenaire de la Saskatchewan, devenu province canadienne en 1905. Bien que l'artiste soit née dans l'Alberta, sa famille a déménagé, lorsqu'elle était âgée de onze ans,  à Saskatoon qu'elle considère comme sa ville natale.

## Liste des titres
Toutes les chansons sont écrites et composées par Joni Mitchell, sauf mention contraire.
| No  | Titre                                      | Auteur                              | Album original                              | Durée |
| --- | ------------------------------------------ | ----------------------------------- | ------------------------------------------- | ----- |
| 1.  | Urge for Going                             |                                     | Face B du single You Turn Me on I'm a Radio | 5:08  |
| 2.  | The Tea Leaf Prophecy (Lay Down Your Arms) |                                     | Chalk Mark in a Rain Storm                  | 4:54  |
| 3.  | Cherokee Louise [Orchestral Version]       |                                     | Travelogue                                  | 6:01  |
| 4.  | Ray's Dad's Cadillac                       |                                     | Night Ride Home                             | 4:33  |
| 5.  | Let the Wind Carry Me                      |                                     | For the Roses                               | 3:56  |
| 6.  | Don Juan's Reckless Daughter               |                                     | Don Juan's Reckless Daughter                | 6:38  |
| 7.  | Raised on Robbery                          |                                     | Court and Spark                             | 3:07  |
| 8.  | Paprika Plains                             |                                     | Don Juan's Reckless Daughter                | 16:19 |
| 9.  | Song for Sharon                            |                                     | Hejira                                      | 8:37  |
| 10. | River                                      |                                     | Blue                                        | 4:05  |
| 11. | Chinese Cafe / Unchained Melody            | Joni Mitchell, Alex North, Hy Zaret | Wild Things Run Fast                        | 5:18  |
| 12. | Harlem in Havana                           |                                     | Taming the Tiger                            | 4:27  |
| 13. | Come in from the Cold                      |                                     | Night Ride Home                             | 3:38  |